# مرغ کریچ‌ساز اطلسی
مرغ کریچ‌ساز اطلسی (نام علمی: Ptilonorhynchus violaceus) نام یک گونه از تیره مرغ کریچ‌ساز است. همانند همهٔ گونه‌های مشابه، غالب رژیم غذایی این پرنده در بزرگسالی از میوه‌ها تشکیل می‌شود و به تعبیر دیگر در زمره میوه‌خواران هستند هر چند، برگ‌های تازه و مقدار کمی دانه به همراه حشرات نیز در فهرست غذایی این پرونده وجود دارد. جوجه‌ها معمولاً از سوسک، ملخ و سایر حشرات مشابه تغذیه می‌شوند. این پرنده غالباً توسط باغبان‌ها یا کشاورزان مورد تعرض قرار می‌گیرد چرا که بر طبق رژیم غذایی، به مزارع میوه و سبزیجات آسیب می‌رساند و در هنگام جستجوی غذا به شدت پرخاشگر می‌شوند و سایر پرندگان رقیب را از محوطه ضیافت دور می‌نماید.
در هنگام جفتگیری، مرغ کریچ‌ساز اطلسی رفتار بسیار پیچیده‌ای از خود بروز می‌دهد. انتخاب جفت در اینگونه از پرندگان به‌طور دقیق مورد مطالعه قرار گرفته‌است. نرها در فصول جفتگیری، گونه‌ای سازه‌ٔ چوبی تونل‌مانند به نام بوور می‌سازند و این آشیانه را با انواع مختلفی از اشیاء پلاستیکی و فلزی براق به ویژه در رنگ‌های آبی و زرد تزیین می‌کنند. در میان این اشیاء قطعاتی مثل خودکار، نی نوشیدنی، قاشق پلاستیکی، در بطری، پوسته حلزون و سایر وسایل پلاستیکی مشاهده می‌شود. همزمان با بالغ‌شدن نرها، آنها تمایل بسیار زیادی به اشیایی نشان می‌دهند که آبی رنگ هستند. این ایده مطرح‌گردیده که دلیل انتخاب رنگ آبی از جانب گونه نر این پرنده به دلیل جلوه‌گری رنگ آبی با پرهای خود پرنده که به رنگ آبی می‌باشد برای جنس ماده است. ماده‌ها از این اشیا و زیورآلات دیدن می‌کنند و سپس انتخاب می‌کنند که کدام نر می‌تواند با آنها جفت شود.

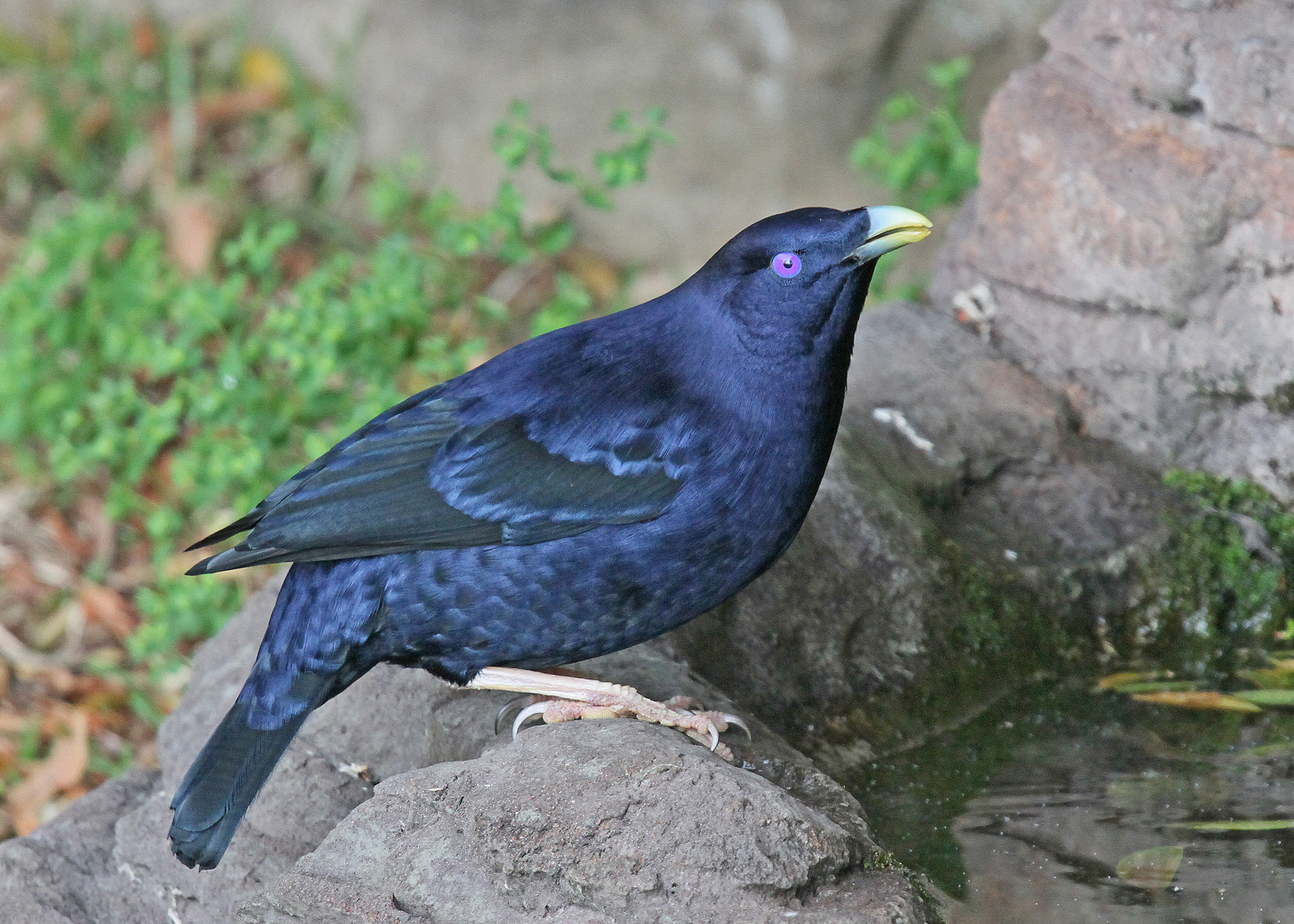
مرغ کریچ‌ساز اطلسی در کوئینزلند، استرالیا

## نگارخانه

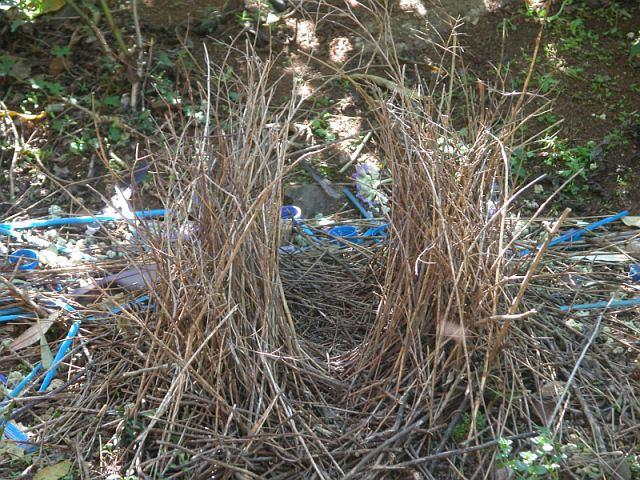
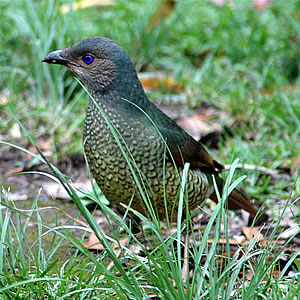
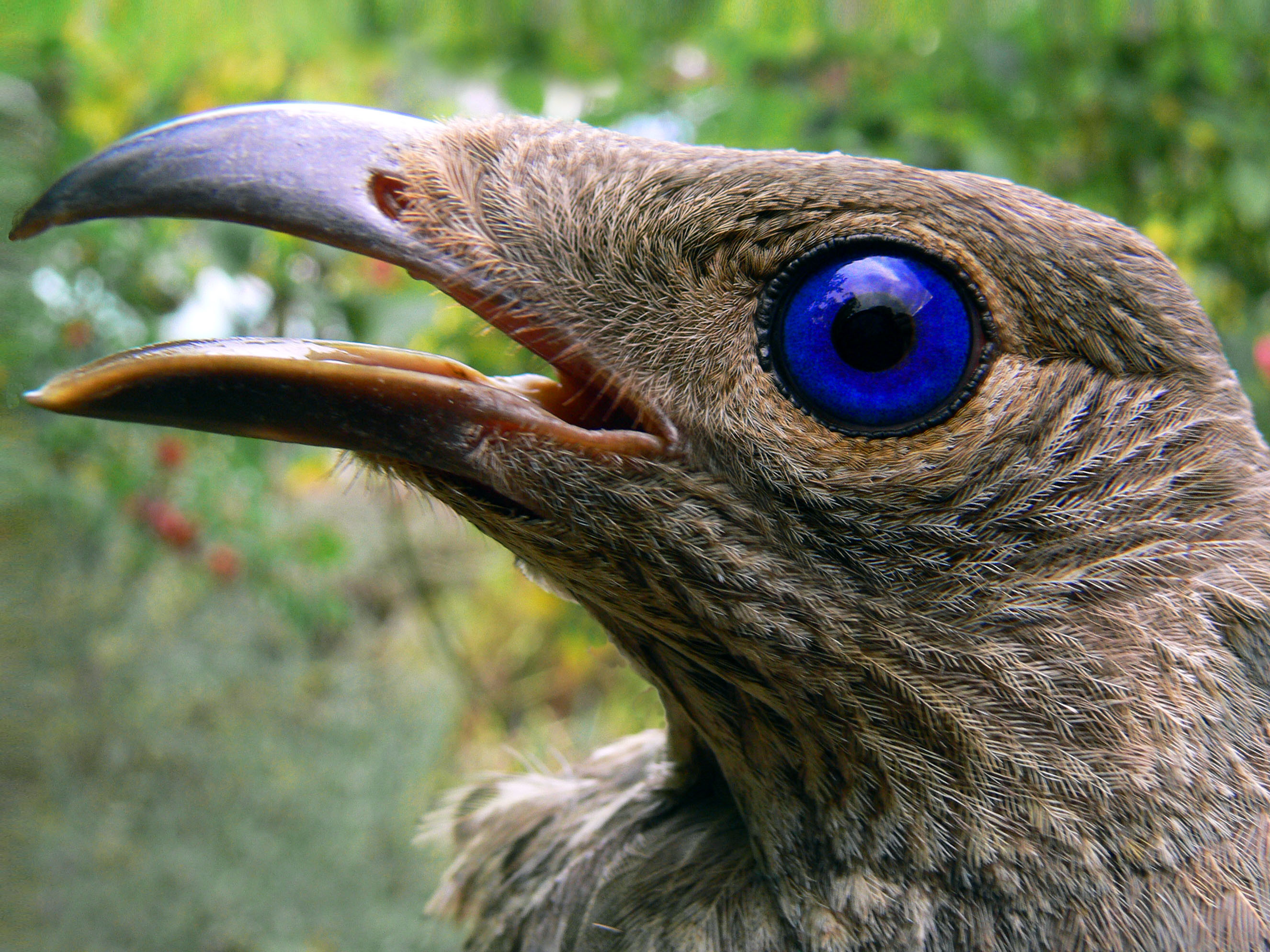
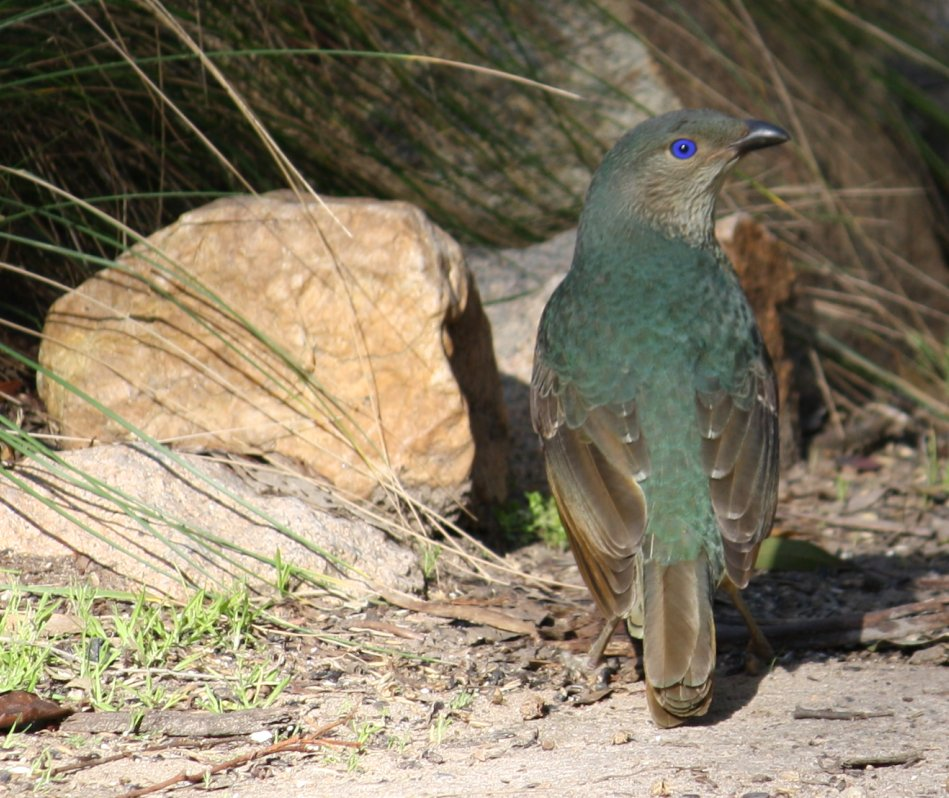
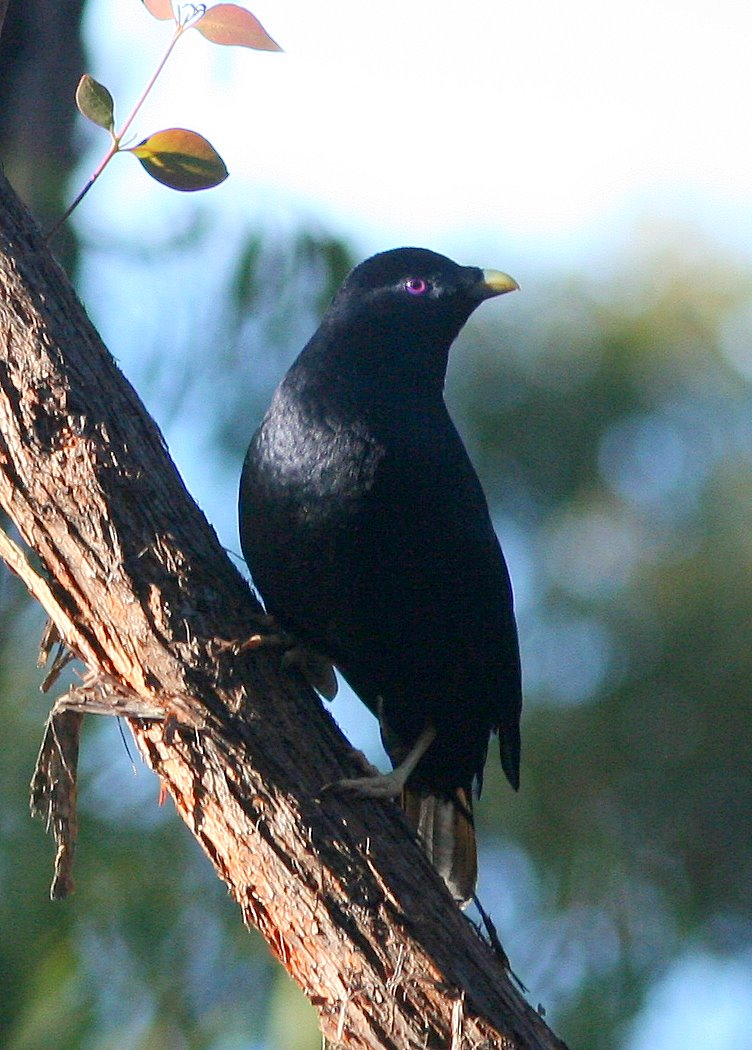
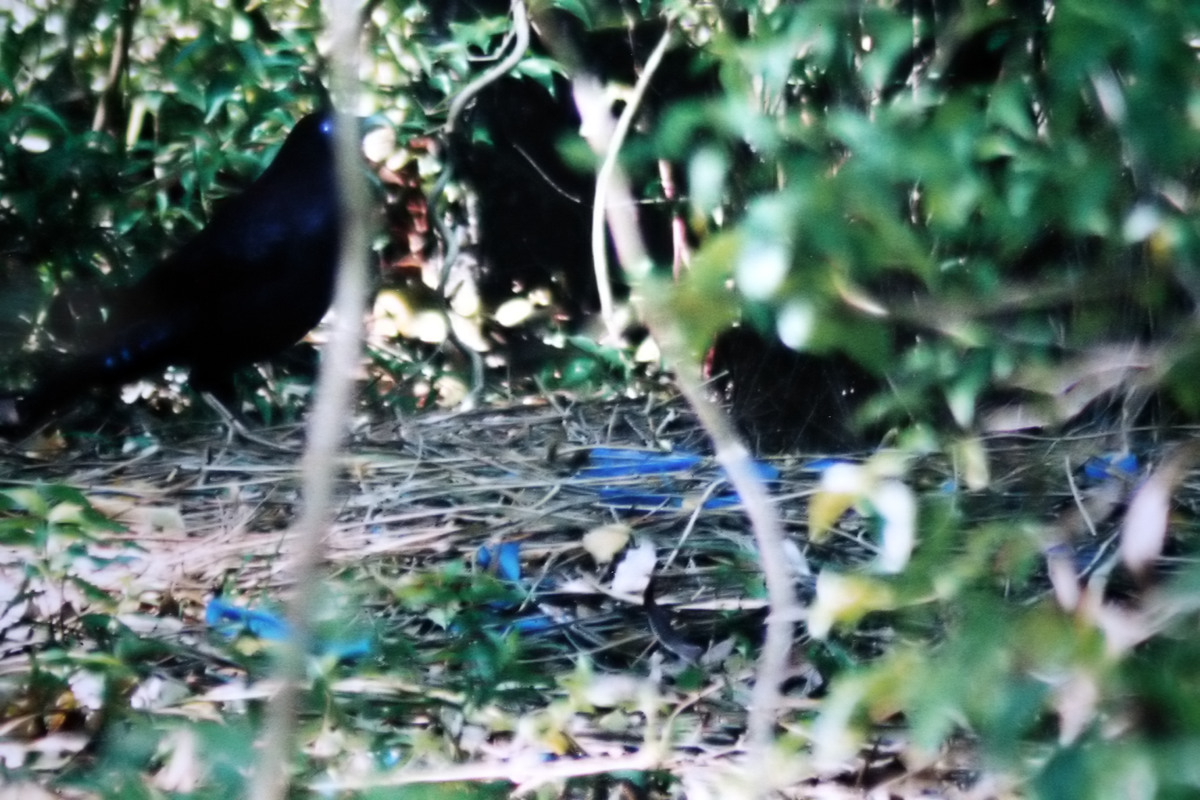
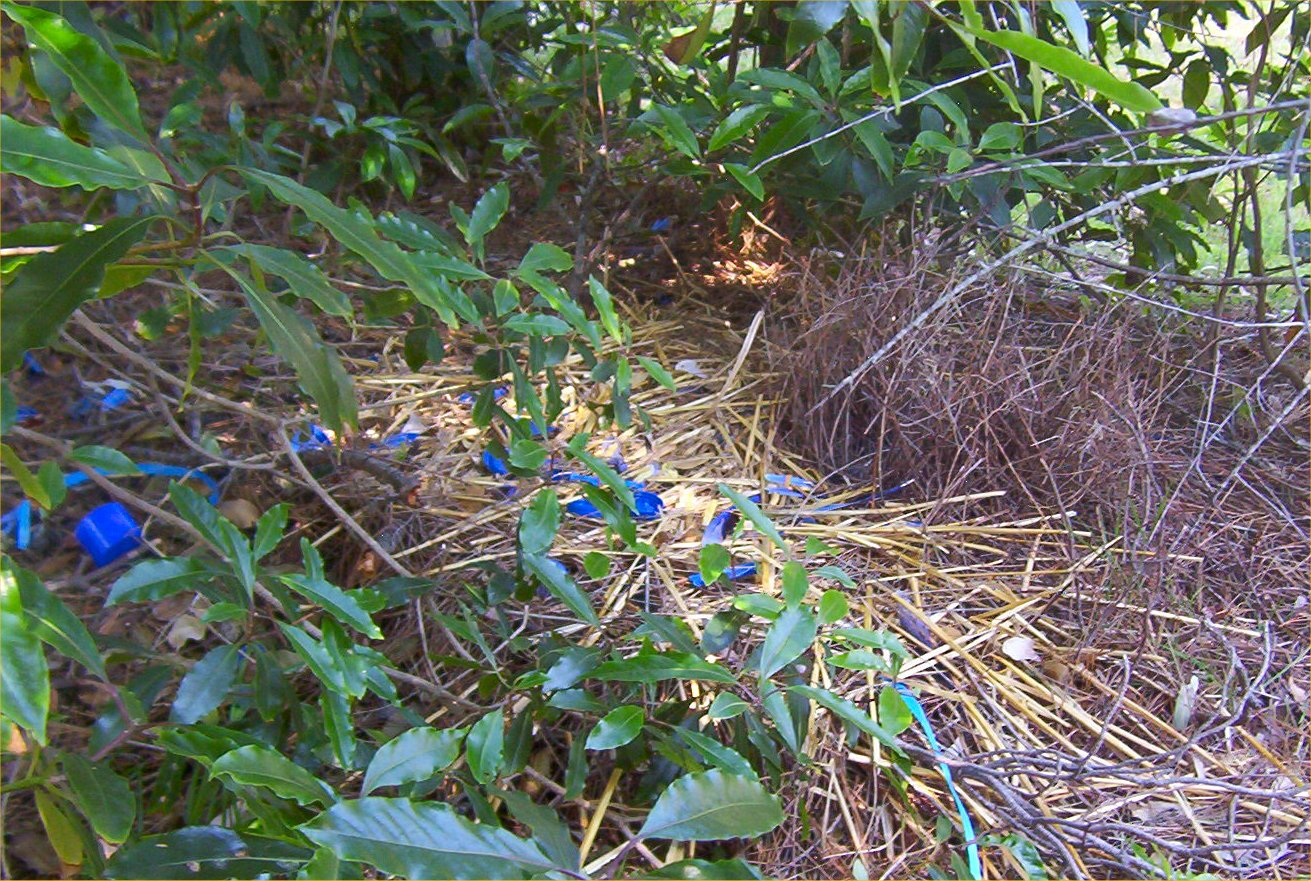